# Esqui alpino nos Jogos Olímpicos de Inverno da Juventude de 2012
As competições de esqui alpino nos Jogos Olímpicos de Inverno da Juventude de 2012 foram realizadas na estação de esqui de Patscherkofel, em Innsbruck, Áustria. As provas aconteceram entre os dias 14 e 21 de janeiro. As diferenças em relação ao programa do esporte nos Jogos Olímpicos de Inverno foram a ausência dos eventos de downhill e a inclusão de uma prova paralela por equipes. Este foi o esporte que distribuiu o maior número de medalhas de ouro, nove no total.

## Calendário
| Janeiro      | 13 | 14 | 15 | 16 | 17 | 18 | 19 | 20 | 21 | 22 |
| ------------ | -- | -- | -- | -- | -- | -- | -- | -- | -- | -- |
| Esqui alpino |    | 2  | 2  |    | 1  | 1  | 1  | 1  | 1  |    |

|  | Dia de final |

## Eventos
- Super-G (masculino e feminino)
- Slalom gigante (masculino e feminino)
- Slalom (masculino e feminino)
- Combinado (masculino e feminino)
- Equipes mistas

## Qualificação
Cada país pode inscrever um máximo de quatro atletas (dois rapazes e duas moças). Os sete países melhores colocados no Campeonato Mundial Júnior de Esqui Alpino de 2011 e o país-sede, a Áustria, podem enviar no máximo quatro atletas. As vagas restantes foram distribuídas entre as nações que marcaram pontos no Troféu Marc Holder do referido campeonato. As vagas que ainda assim sobraram foram distribuídas a países que não conseguiram classificação.
| CON                      | Masculino | Feminino | Total |
| ------------------------ | --------- | -------- | ----- |
| RSA África do Sul        | 1         |          | 1     |
| GER Alemanha             | 2         | 2        | 4     |
| AND Andorra              | 1         | 1        | 2     |
| ARG Argentina            | 1         | 1        | 2     |
| AUS Austrália            | 1         | 1        | 2     |
| AUT Áustria              | 2         | 2        | 4     |
| AZE Azerbaijão           | 1         |          | 1     |
| BEL Bélgica              | 1         | 1        | 2     |
| BLR Bielorrússia         | 1         |          | 1     |
| BOL Bolívia              |           | 1        | 1     |
| BIH Bósnia e Herzegovina | 1         | 1        | 2     |
| BRA Brasil               | 1         | 1        | 2     |
| BUL Bulgária             | 1         | 1        | 2     |
| CAN Canadá               | 2         | 2        | 4     |
| KAZ Cazaquistão          | 1         | 1        | 2     |
| CHI Chile                | 1         | 1        | 2     |
| KOR Coreia do Sul        | 1         | 1        | 2     |
| CRO Croácia              | 1         | 1        | 2     |
| DEN Dinamarca            | 1         | 1        | 2     |
| SVK Eslováquia           | 1         | 1        | 2     |
| SLO Eslovênia            | 2         | 2        | 4     |
| ESP Espanha              | 1         | 1        | 2     |
| USA Estados Unidos       | 1         | 1        | 2     |
| EST Estônia              | 1         | 1        | 2     |
| FIN Finlândia            | 1         | 1        | 2     |
| FRA França               | 2         | 2        | 4     |
| GEO Geórgia              | 1         | 1        | 2     |
| GBR Grã-Bretanha         | 1         | 1        | 2     |
| GRE Grécia               | 1         | 1        | 2     |
| HUN Hungria              | 1         | 1        | 2     |
| IND Índia                |           | 1        | 1     |
| IRI Irã                  | 1         | 1        | 2     |
| IRL Irlanda              |           | 1        | 1     |
| ISL Islândia             | 1         | 1        | 2     |
| ISR Israel               |           | 1        | 1     |
| ITA Itália               | 2         | 2        | 4     |
| JPN Japão                | 1         | 1        | 2     |
| LAT Letônia              | 1         | 1        | 2     |
| LIB Líbano               | 1         |          | 1     |
| LIE Liechtenstein        | 1         | 1        | 2     |
| LTU Lituânia             | 1         |          | 1     |
| MON Mônaco               | 1         |          | 1     |
| NOR Noruega              | 2         | 2        | 4     |
| NZL Nova Zelândia        | 1         | 1        | 2     |
| NED Países Baixos        | 1         | 1        | 2     |
| PER Peru                 | 1         |          | 1     |
| POL Polônia              | 1         | 1        | 2     |
| CZE Chéquia              | 1         | 1        | 2     |
| ROM Romênia              | 1         |          | 1     |
| RUS Rússia               | 1         | 1        | 2     |
| SRB Sérvia               | 1         | 1        | 2     |
| SWE Suécia               | 1         | 1        | 2     |
| SUI Suíça                | 2         | 2        | 4     |
| TPE Taipé Chinês         | 1         |          | 1     |
| TUR Turquia              | 1         | 1        | 2     |
| UKR Ucrânia              | 1         | 1        | 2     |
| UZB Uzbequistão          | 1         | 1        | 2     |
| ZIM Zimbabwe             | 1         |          | 1     |
| Total de atletas         | 61        | 56       | 117   |
| Total CONs               | 53        | 48       | 58    |

## Medalhistas

### Masculino
| Evento                  | Ouro                        | Prata                              | Bronze                         |
| ----------------------- | --------------------------- | ---------------------------------- | ------------------------------ |
| Super-G detalhes        | Adam Lamhamedi MAR Marrocos | Fredrik Bauer SWE Suécia           | Joan Verdu Sanchez AND Andorra |
| Slalom gigante detalhes | Marco Schwarz AUT Áustria   | Miha Hrobat SLO Eslovênia          | Sandro Simonet SUI Suíça       |
| Slalom detalhes         | Sandro Simonet SUI Suíça    | Dries Van Derr Broecke BEL Bélgica | Mathias Elmar Graf AUT Áustria |
| Combinado detalhes      | Marco Schwarz AUT Áustria   | Hannes Zingerle ITA Itália         | Sandro Simonet SUI Suíça       |

### Feminino
| Evento                  | Ouro                            | Prata                              | Bronze                              |
| ----------------------- | ------------------------------- | ---------------------------------- | ----------------------------------- |
| Super-G detalhes        | Estelle Alphand FRA França      | Nora Grieg Christensen NOR Noruega | Christina Ager AUT Áustria          |
| Slalom gigante detalhes | Clara Dies FRA França           | Estelle Alphand FRA França         | Jasmina Sutter SUI Suíça            |
| Slalom detalhes         | Petra Vlhova SVK Eslováquia     | Roni Remme CAN Canadá              | Ekaterina Tkachenko RUS Rússia      |
| Combinado detalhes      | Magdalena Fjällström SWE Suécia | Estelle Alphand FRA França         | Adriana Jelinkova NED Países Baixos |

### Misto
| Evento                               | Ouro        | Prata       | Bronze     |
| ------------------------------------ | ----------- | ----------- | ---------- |
| Paralelo por Equipes Mistas detalhes | AUT Áustria | NOR Noruega | FRA França |

## Quadro de medalhas
| Ordem | País              | Medalha de ouro | Medalha de prata | Medalha de bronze |   |
| ----- | ----------------- | --------------- | ---------------- | ----------------- | - |
| 1     | AUT Áustria       | 3               |                  | 1                 | 4 |
| 2     | FRA França        | 2               | 2                | 1                 | 5 |
| 3     | SWE Suécia        | 1               | 1                |                   | 2 |
| 4     | MAR Marrocos      | 1               |                  |                   | 1 |
|       | SVK Eslováquia    | 1               |                  |                   | 1 |
| 6     | NOR Noruega       |                 | 2                |                   | 2 |
| 7     | ITA Itália        |                 | 1                |                   | 1 |
|       | CAN Canadá        |                 | 1                |                   | 1 |
|       | SLO Eslovênia     |                 | 1                |                   | 1 |
| 10    | SUI Suíça         |                 |                  | 3                 | 3 |
| 11    | AND Andorra       |                 |                  | 1                 | 1 |
|       | NED Países Baixos |                 |                  | 1                 | 1 |
|       | RUS Rússia        |                 |                  | 1                 | 1 |